# Gaijin – Os Caminhos da Liberdade
Gaijin - Os Caminhos da Liberdade é um filme brasileiro de 1980, do gênero drama, dirigido pela cineasta nipo-brasileira Tizuka Yamasaki.
Este filme, que teria uma continuação em 2005, marca a estreia de Tizuka Yamasaki como diretora e roteirista.

## Sinopse
No início do século XX um grupo de japoneses vêm para o Brasil, para trabalhar em uma fazenda de café em São Paulo. Lá eles encontram dificuldades para se adaptar pois são tratados com hostilidade, tendo que trabalhar quase como escravos e são roubados pelo patrão. Apenas alguns colonos os tratam bem, entre eles, Tonho, o contador da fazenda.

## Elenco
- Kyoko Tsukamoto .... Titoe
- Jiro Kawarazaki .... Yamada
- Ken Kaneko .... Kobayashi
- Antônio Fagundes .... Tonho
- Gianfrancesco Guarnieri .... Enrico
- Yuriko Oguri .... sra. Nakano
- Maiku Kozonoi .... Keniti Nakano
- Celso Saiki .... Ueno
- Álvaro Freire .... Chico Santos
- Louise Cardoso .... Angelina
- José Dumont .... Ceará
- Clarisse Abujamra .... Felícia
- Carlos Augusto Strazzer ....dr. Heitor
- Mii Saki ... Suki
- Dorothy Leirner .... Grazziela

## Premiações
Festival de Cannes 1980 (França)
- Recebeu o Prêmio FISPRECI - Menção Especial.

Festival de Gramado 1980 (Brasil)
- Venceu nas categorias de Melhor Filme, Melhor Ator Coadjuvante (José Dumont), Melhor Trilha Sonora, Melhor Roteiro e Melhor Desenho de Produção.

Festival de Havana 1980 (Cuba)
- Venceu na categoria de Melhor Filme.

Festival de Nova Delhi
- Venceu na categoria de Melhor Filme.

Conferência Nacional dos Bispos do Brasil 1980 (Brasil)
- Recebeu o Troféu Margarida de Prata.

Festival de Honolulu
- Recebeu uma Menção Especial.